# Gómez Palacio
Gómez Palacio là một đô thị thuộc bang Durango, México. Năm 2005, dân số của đô thị này là 304515 người.